# Венера-Глоб
Венера-Глоб — російський проект майбутньої міжпланетної станції для дослідження Венери.

## Призначення
Для науки важливо продовжити дослідження після реалізації місії Венери-Д. Проект з умовною назвою Венера-Глоб повинен бути включений у ФКП Росії 2016—2025 р. з запуском в 2021 році. Проект буде спрямований на вивчення венеріанської атмосфери і поверхні одночасно в декількох районах планети. Передбачається, що цей проект повинен працювати спільно з Венерою-Д (яку планується запустити в 2017 році). Він включатиме орбітальний апарат, кілька невеликих посадочних апаратів, а також атмосферні зонди.

## Комплекс
Проект технологічно буде складнішим, ніж Венера-Д. Один з посадочних апаратів може бути довготривалим. Довгоживучі атмосферні зонди будуть запущені на різні висоти: два балони з періодом існування більше місяця, вітроліт, мінізонди, що скидаються з атмосферних зондів. На орбітальному апараті може бути встановлений радар.

## Наукові цілі
Наукові завдання проекту:
Одночасно в декількох районах планети планується:
- дослідження будови, хімічного складу атмосфери, хмарність, радіаційного балансу і парникового ефекту, динаміки атмосфери,;
- вивчення поверхні, сейсмічної, електричної і вулканічної активності, взаємодії між атмосферою і поверхнею;
- моніторинг з орбітального апарата нижньої, середньої і верхньої атмосфери, іоносфери, магнітосфери, дисипації атмосферних складових.

## Реалізація
Проект Венера-Глоб так само може розроблятися у співпраці з європейським проектом EVE-2 (приблизна дата запуску 2022).